# 張五典 (萬曆壬辰進士)
張五典（1555年—1626年），字和衷，号海虹，山西澤州沁水縣窦庄村人，明朝政治人物。

## 生平
萬曆七年（1579年）己卯科山西鄉試舉人。萬曆二十年壬辰科三甲第八名進士。吏部觀政，初授行人司行人，二十九年升户部江西司主事，天津管倉，三十一年升员外郎、郎中。萬曆三十三年（1605年）十二月出爲山東布政司右参议，分巡济南道，三十五年丁憂。三十八年三月，起升山東副使，四十年五月升河南副使，四十三年六月升山東參政，四十六年升河南按察使，四十八年升山東右布政使，天启元年（1621年）任太仆寺卿，管少卿事，三年四月升任南京大理寺卿。天啟三年（1623年）乞终养，四年加兵部尚書致仕，六年卒，贈太子太保。

## 事跡
張五典任參議期間，曾设计测量仪，勘察泰山高度，得出泰山坡距里程为14里又80余步，泰山的垂直高度为368.34丈。的結論，并撰写《泰山道里记》。

## 家族
曾祖父張倫，教谕，祀名宦；祖父張謙光，廪生，累贈太僕寺卿；父親張宦，庠生，累贈兵部尚書。子張銓，萬曆三十二年進士。